# Aleksander Rozmus
Aleksander Józef Rozmus (* 18. Januar 1901 in Zakopane; † 18. April 1986 in Ennery) war ein polnischer nordischer Skisportler. Er wurde zweimal polnischer Meister im Skispringen.

## Werdegang

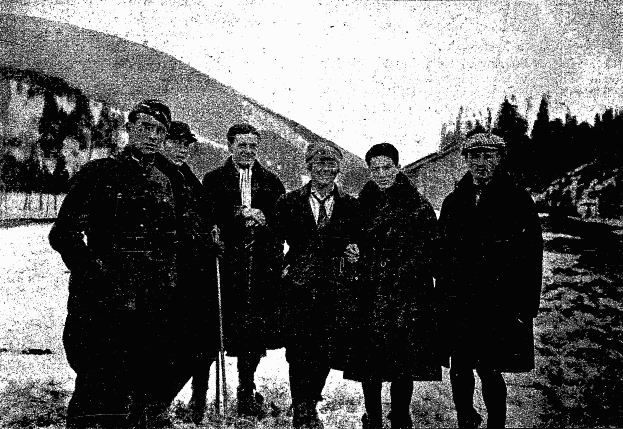
Rozmus (zweiter von links) in Worochta 1922

Rozmus, der in seiner Karriere für drei Vereine startete, erzielte seine ersten Erfolge bei den polnischen Meisterschaften im Skispringen und der Nordischen Kombination. So gewann er die zweite Austragung der Skisprungmeisterschaft vor Leszek Pawłowski im Tal Dolina Jaworzynki bei Zakopane. Ein Jahr später konnte er den Meistertitel in Worochta vor Andrzej Krzeptowski verteidigen. Auch in der Kombination war er in diesem Jahr erfolgreich, als er mit dem dritten Platz erstmals auf dem Podium stand.
Rozmus nahm insgesamt dreimal an Nordischen Skiweltmeisterschaften teil, fand sich allerdings nur auf den hinteren Rängen wieder. Bei den Olympischen Winterspielen 1928 in St. Moritz belegte er den 22. Platz im Einzelwettkampf der Nordischen Kombinierer und den 25. Rang im Sprungwettbewerb.
In seiner Karriere gewann Rozmus insgesamt sechs nationale Medaillen im Skispringen sowie deren drei in der Nordischen Kombination. Er konnte insgesamt viermal einen neuen polnischen Weitenrekord aufstellen, wobei ihm 1928 mit 56,5 Metern sein weitester Sprung gelang.
Rozmus trat 1939 während des Überfalls auf Polen der Armee bei und beteiligte sich zu Beginn der deutschen Besatzung in der polnischen Widerstandsbewegung. Nach seiner Flucht nach Frankreich kämpfte er im französischen Widerstand weiter gegen die Nationalsozialisten. Nach dem Krieg blieb er in Frankreich und arbeitete unter anderem als Skilehrer in Chamonix. Nach seinem Tod im April 1986 wurde Rozmus auf dem Friedhof Père-Lachaise in Paris begraben.

## Resultate

### Olympische Winterspiele
- 1928 St. Moritz: 22. Einzel NK, 25. Einzel SP

### Weltmeisterschaften
- 1925 Janské Lázně: 46. Platz Einzel SP
- 1927 Cortina d’Ampezzo: 24. Platz Einzel NK, 25. Platz Einzel SP
- 1929 Zakopane: 37. Einzel SP